# Christian Georg Schütz II

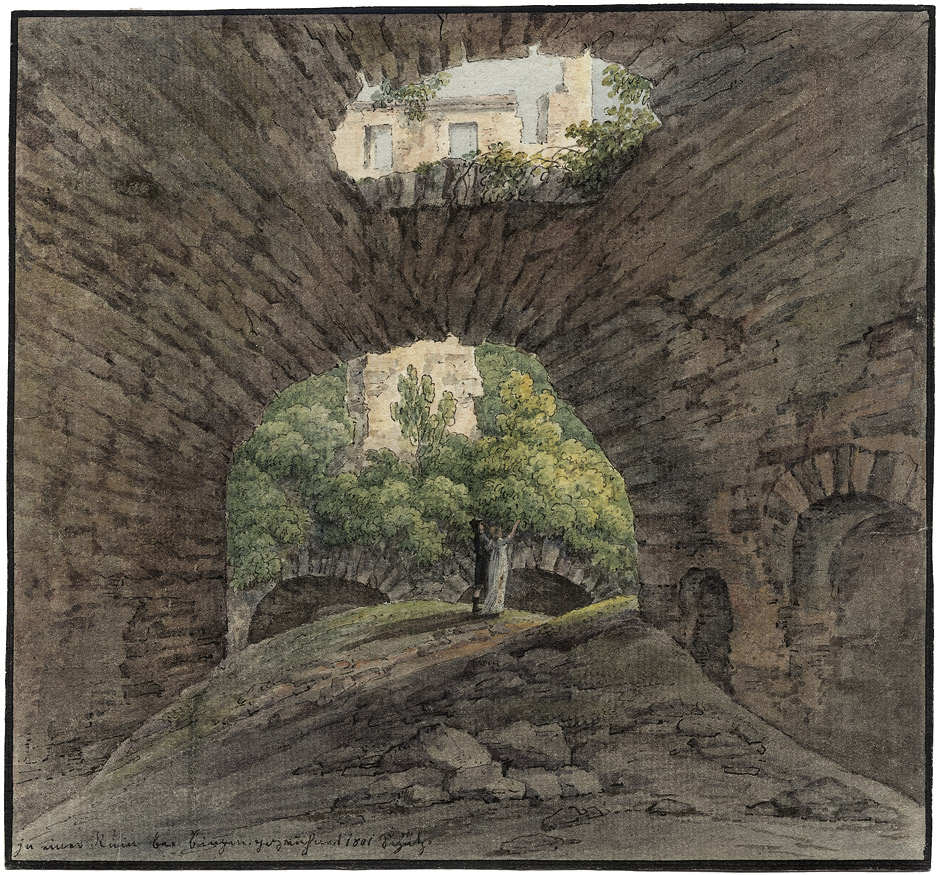
Giovane coppia visita le rovine a Bingen (1801)

Christian Georg Schütz II, o Schüz, detto Der Vetter (Flörsheim am Main, 3 settembre 1758 – Francoforte sul Meno, 10 aprile 1823), è stato un pittore e incisore tedesco specializzato in pittura paesaggistica e ritrattistica.

## Biografia
Figlio di Johan Peter, viticoltore di Flörsheim am Main. e di Maria Barbara Simon e nipote di Christian Georg Schütz, anch'egli si dedicò alla pittura paesaggistica secondo lo stile di Herman Saftleven II.
Alla morte del padre, avvenuta quando Schütz aveva solo dodici anni, si trasferì a Francoforte sul Meno presso l'omonimo zio per studiare pittura. Inizialmente eseguì copie di disegni olandesi di animali, ma ben presto si stancò di questo lavoro noioso e, seguendo l'esempio dello zio, si ispirò alla natura e ai paesaggi della zona del Reno e nell'estate del 1779 studiò i maestri di Düsseldorf e di Colonia. Divenne in questo modo un artista di un certo livello tanto da eguagliare, secondo Gwinner, lo zio nel disegno e superarlo nella tecnica dell'acquerello.
Dopo aver visitato ripetutamente le valli del Reno, del Meno, della Mosella e del Lahn, nel 1789 si recò per un viaggio di studio in Svizzera e in Alsazia. In questo periodo iniziò a eseguire acquerelli di formato più grande. Nel 1790 ritornò in Svizzera e visitò l'Italia settentrionale, in particolare la zona intorno al Lago Maggiore.
Dopo essere rimasto per quattro anni a Gottinga e Kassel, nel 1799, su invito del conte von Westphalen, partì per un viaggio attraverso la Germania centrale e settentrionale.
A Francoforte sul Meno, visse come Permissionist, cioè straniero residente e quindi senza diritti civili. Lavorò nella bottega di famiglia fino alla morte dello zio, quando il figlio di questi, Johann Georg, lo estromise.
Secondo Kölsch, nonostante la diligenza ed il talento mostrati, Schütz non riuscì mai ad apportare una vera e propria innovazione in campo artistico.
A partire dal 1804 si occupò della realizzazione delle illustrazioni di libri di viaggio, tra gli altri, anche per gli editori Friedrich Willmanns e Johann Isaac von Gerning.
Nel 1808, con la fondazione dell'Associazione Museale di Francoforte, fu incaricato di gestire la sezione dedicata alla pittura e alle belle arti. Nel 1809 si occupò del restauro, gestione e datazione dei dipinti di età medievale di proprietà della chiesa.
Nei suoi dipinti a olio e in seguito negl'acquerelli di grande formato, emerge una visione idealizzata del paesaggio pur partendo dall'osservazione del paesaggio reale e topografico.
Schütz eseguì anche incisioni di tema paesaggistico, in particolare vedute del Reno, dalle quali emerge un'atmosfera romantica. Queste opere ebbero una grande influenza nelle illustrazioni in letteratura di viaggi.

## Opere
- Esteso paesaggio del Taunus, olio su tela, 70 x 90 cm[4]
- Paesaggio sul Reno all'alba con stivatore che carica una barca, olio su pannello, 23,5 x 31,8 cm, firmato[5]
- Paesaggio sul Reno al crepuscolo con castello su una collina, olio su pannello, 23,5 x 31,8 cm, firmato[6]
- Paesaggio fluviale con barche, olio su pannello, 25 x 32 cm, attribuito[7]
- Esteso paesaggio fluviale, olio su tela, 82 x 140 cm[8]